# Neogovea immsi
Neogovea immsi - gatunek kosarza z podrzędu Cyphophthalmi i rodziny Neogoveidae.

## Występowanie
Gatunek endemiczny dla Brazylii. Znany z Punta dos Indios w stanie Amapá.